# Losing Streak
Losing Streak è il terzo album del gruppo ska punk statunitense Less Than Jake ed il primo con la Capitol Records.

## Tracce
1. Automatic – 2:06
2. Happyman – 1:59
3. 9th at Pine – 1:56
4. Sugar in Your Gas Tank – 2:06
5. Shindo – 2:17
6. 107 – 1:59–
7. Johnny Quest Thinks We're Sellouts – 2:49
8. Krazy Glue – 1:58
9. Never Going Back to New Jersey – 3:18
10. How's My Driving, Doug Hastings? – 1:24
11. Just Like Frank – 1:50
12. Ask the Magic 8 Ball – 2:15
13. Dopeman – 2:06
14. Jen Doesn't Like Me Anymore – 2:50
15. Rock-n-Roll Pizzeria – 2:00
16. Lockdown – 2:33